# Сорока Андрій Віталійович
Андрі́й Віта́лійович Соро́ка (29 серпня 1995, м. Гнівань, Вінницька область — 1 листопада 2022, Донецька область) — український військовослужбовець, капітан (посмертно) Національної гвардії України, учасник російсько-української війни, що відзначився і загинув у ході російського вторгнення в Україну. Герой України (2023, посмертно).

## Життєпис
Навчався в Гніванській загальноосвітній школі № 1. 
Після закінчення школи, з жовтня 2013 року проходив військову службу за контрактом у 40-му полку внутрішніх військ МВС України (з 2014-го — Національної гвардії України). Учасник АТО/ООС. Закінчив Національну академію внутрішніх справ (заочно).
У травні 2022 року разом з батьком поїхав на фронт. Був командиром мінометної батареї. У травні — жовтні 2022 року під командуванням старшого лейтенанта Андрій Сороки мінометний взвод ліквідував 4 БТР, вантажний автомобіль, БМП, легковий автомобіль, БПЛА, спостережний пост російських окупантів, 13 укриттів для особового складу, близько 200 санітарних та більш як 100 втрат особового складу.
Загинув 1 листопада 2022 року на Донеччині. Похований 5 листопада 2022 року в родинному місті. 8 листопада 2022 року наказом командувача НГУ Андрію посмертно присвоєно військове звання «капітан». 
Батько, молодший сержант Віталій Броніславович Сорока, у січні 2023 року за власним бажання перевівся до бригади НГУ «Червона Калина». 

## Нагороди
- Звання Герой України з удостоєнням ордена «Золота Зірка» (8 липня 2023, посмертно) — за особисту мужність і героїзм, виявлені у захисті державного суверенітету та територіальної цілісності України, вірність військовій присязі[2].